# エンジェル (藤井フミヤのアルバム)
『エンジェル』は、藤井フミヤの1枚目のオリジナルアルバム。1994年4月6日にポニーキャニオンより発売された。

## 概要
シングル「TRUE LOVE」「女神（エロス）」「エンジェル」ほか全10曲収録。当初のアルバム・タイトルは、『FFF』『バースデイ』であった。アートディレクターはSEE GEE GEN。オリコンチャートアルバム部門で1位を2週連続で獲得。

## 収録曲
全作詞・プロデュース：藤井フミヤ，全編曲：藤原ヒロシ・KUDO・小倉博和（特記以外），全弦編曲：金子飛鳥
1. BIRTH [6:23]
  - 作曲：NAO
2. BODY [5:38]
  - 作曲：藤井フミヤ
3. 609 [5:41]
  - 作曲：Char
4. 女神（エロス） [3:20]
  - 作曲：桜井和寿
  - 3rdシングル。イントロ部分がシングルと若干異なる。
5. 白い太陽 [4:16]
  - 作曲：藤原ヒロシ
6. 告白 [5:27]
  - 作曲：KUDO
7. 堕天使 [4:42]
  - 作曲：土屋昌巳
8. 落陽 [4:07]
  - 作曲：NAO
  - NHK総合ドラマ『企業病棟』主題歌。
9. TRUE LOVE [3:53]
  - 作曲：藤井フミヤ　編曲：佐橋佳幸
  - 2ndシングル。
10. エンジェル [6:59]
  - 作曲：小倉博和
  - 4thシングル。

## 参加ミュージシャン
- 小田原豊：DRUMS (#3, #6, #8 - #10)
- 湊雅史：DRUMS (#2, #7)
- 江口信夫：DRUMS (#4)
- 古田たかし（DSL）：DRUMS (#5)
- 渡辺等：BASS (#9, #10)
- 小原礼：BASS (#2, #3)
- 樋沢達彦：BASS (#8)
- 有賀啓雄：BASS (#4)
- バカボン鈴木：BASS (#7)
- 根岸孝旨（DSL）：BASS (#5, #6)
- 小倉博和：E. GUITAR (#1 - #10), A. GUITAR (#3, #4, #7, #9), OTHER KEYBOARDS (#6)
- 佐橋佳幸：E. GUITAR (#9), A. GUITAR (#9)
- Char：E. GUITAR SOLO (#3), CHORUS (#3)
- 長田進（DSL）：E. GUITAR (#5)
- 富田素弘：A. PIANO & E. PIANO (#7)
- 斎藤有太：A. PIANO & E. PIANO (#4, #6, #8, #10), OTHER KEYBOARDS (#8)
- 河合代介：A. PIANO & E. PIANO (#3), HAMMOND ORGAN (#3, #4)
- 西本明：A. PIANO & E. PIANO (#9)
- 大石真理恵：VIBRAPHONE (#6), PERCUSSIONS (#3, #4)
- 八木のぶお：BLUCE HARP (#7)
- NAO：KUCHIBUE (#1)
- スティーヴ エトウ：SPECIAL VIOLENT S. E. (#2)
- 松武秀樹：COMPUTER  PROGRAMMING
- 小西智之：COMPUTER  PROGRAMMING
- KUDO：COMPUTER PROGRAMMING
- 金子飛鳥ストリングス：STRINGS (#5, #8, #10)